# 平山宗宏
平山 宗宏（ひらやま むねひろ、1928年〈昭和3年〉2月13日 - 2022年〈令和4年〉12月30日）は、日本の医師・小児科学者。学位は医学博士（東京大学・1960年）。東京大学名誉教授。母子健康手帳の普及に貢献したことでも知られる。
東京大学医学部保健学科母子保健学教室第2代主任教授、日本総合愛育研究所（1997年より日本子ども家庭総合研究所）所長などを歴任。

## 人物・来歴
東京都生まれ。1954年 東京大学医学部卒、1960年東京大学より医学博士取得。アメリカでの研究を経て、1966年 東京大学医学部保健学科母子保健学教室助教授、1971年 同第2代主任教授（現東京大学大学院医学系研究科国際保健学専攻国際生物医科学講座発達医科学教室）。1988年東京大学定年退官、東京大学名誉教授。
日本小児保健協会会長、日本保健福祉学会会長、大正大学人間学部教授、高崎健康福祉大学大学院研究科長、日本子ども家庭総合研究所（現愛育研究所）所長なども務めた。

## 著書
- 『予防接種』 (小児保健シリーズ）日本小児保健協会, 1980.2

### 共編著
- 『母子保健学の進歩 第1集(1970年) 』高津忠夫共編. 診断と治療社, 1970
- 『新家庭看護学』平山宗宏 [等]共著. 同文書院, 1971
- 『講座現代と健康 2  年齢と健康』編著 大修館書店, 1973
- 『母子の健康管理』 (新編健康管理シリーズ) 編集 医歯薬出版, 1974
- 『乳児保育概説』小嶋謙四郎共編. 朝倉書店, 1975
- 『予防接種の手びき』木村三生夫共編著. 近代出版, 1975
- 『新しい母と子の育児全書』平山宗宏 [等]編. 社会保険出版社, 1977.7
- 『現代産科婦人科学大系 年刊追補 1977-D 産科・新生児』平山宗宏 [ほか]著 中山書店, 1978.3
- 『子どもの心と体づくり 保健室からの提言』 (みんなで考える教育問題) 石井宗一共編. 明治図書出版, 1982.10
- 『代謝と成長,発育,老化 (最新医療秘書講座. 医学基礎教科) 阿部昭治共著. メヂカルフレンド社, 1982.4
- 『小児の感染症』 (小児のメディカル・ケア・シリーズ) 南谷幹夫共著. 医歯薬出版, 1982.5
- 『新臨床小児科全書 第2巻 小児保健・看護・栄養』編集 金原出版, 1983.5
- 『体力測定と精神測定』 (小児科mook) 編集企画. 金原出版, 1983.6
- 『看護学講座 4  母子看護』編集 朝倉書店, 1984.11
- 『B型肝炎のすべて』 (小児保健シリーズ) 木村三生夫共編. 日本小児保健協会, 1985.12
- 『周産期のプライマリ・ケア』平山宗宏 [ほか]編. 東京医学社, 1987.7
- 『乳幼児の健診と保育』 (小児保健シリーズ) 高野陽共編. 日本小児保健協会, 1988.2
- 『現代子ども大百科』高野陽,野村東助,森上史朗,安藤美紀夫,田村健二,深谷昌志,柚木馥共編. 中央法規出版, 1988.5
- 『STDと小児 親から子への感染の危険』 (小児保健シリーズ) 木村三生夫共編. 日本小児保健協会, 1989.2
- 『保育所の健康・安全』 (小児保健シリーズ) 高野陽共編 日本小児保健協会, 1990.12
- 『続・予防接種』 (小児保健シリーズ) 水原春郎共編. 日本小児保健協会, 1990.6
- 『乳幼児保健指導 新しい母子健康手帳と乳児健康度調査成績を中心に』 (小児保健シリーズ) 川井尚共編. 日本小児保健協会, 1992.11
- 『育児の原点を考える 保健医療のあり方』 (小児保健シリーズ) 巷野悟郎共編 日本小児保健協会, 1992.4
- 『三歳児健康診査の手引き 改訂』指導, 母子衛生研究会 企画・編集. 母子保健事業団, 1992.5
- 『小児保健』 (新現代幼児教育シリーズ) 平山宗宏 [ほか]編著. 東京書籍, 1995.10
- 『新家庭看護学 第2版』平山宗宏 [ほか]著. 同文書院, 1995.2
- 『新予防接種法による予防接種』 (小児保健シリーズ) 水原春郎共編. 日本小児保健協会, 1996.9
- 『生活習慣病 小児期から予防が必要です』 (新健康教育シリーズ 写真を見ながら学べるビジュアル版) 村田光範共著. 少年写真新聞社, 2000.6
- 『みんなで受けよう予防接種』 (新健康教育シリーズ 写真を見ながら学べるビジュアル版) 岡部信彦共著. 少年写真新聞社, 2001.3
- 『少子社会と自治体 新たな子育て支援システムの模索と構築』編著. 日本加除出版, 2002.1
- 『乳幼児保健指導 平成14年度版母子健康手帳と平成12年度幼児健康度調査から 新版』 (小児保健シリーズ) 川井尚共編. 日本小児保健協会, 2002.9
- 『育児の事典』中村敬, 川井尚共編. 朝倉書店, 2005.5
- 『予防接種 現場で役立つQ&A』渡辺悌吉共著. 日本小児医事出版社, 2005.8
- 『予防接種ガイドブック 予防接種と子どもの健康』編集指導, 母子衛生研究会編. 母子保健事業団, 2006.4
- 『すこやか親子の育児全書 新版, 第2版』渡邉言夫共編集代表. 社会保険出版社, 2008.6
- 『子どもの保健と支援』編. 日本小児医事出版社, 2011.2

## 論文
- <平山宗宏

## 所属学会
- 日本小児科学会
- 日本感染症学会
- 日本ワクチン学会
- 日本小児保健協会[7]
- 日本保健福祉学会

など